# جون فلين (مخرج)
جون فلين (بالإنجليزية: John Flynn)‏ هو كاتب سيناريو ومخرج أمريكي، ولد في 14 مارس 1932 في شيكاغو في الولايات المتحدة، وتوفي في 4 أبريل 2007 في باسيفيك بلسيدس، لوس أنجلوس ‏ في الولايات المتحدة.

## وصلات خارجية
- جون فلين على موقع IMDb (الإنجليزية)
- جون فلين على موقع روتن توميتوز (الإنجليزية)
- جون فلين على موقع ألو سيني (الفرنسية)
- جون فلين على موقع أول موفي (الإنجليزية)
- جون فلين على موقع قاعدة بيانات الأفلام السويدية (السويدية)
- جون فلين على موقع إن إن دي بي (الإنجليزية)
- جون فلين على موقع قاعدة بيانات الفيلم (الإنجليزية)
- جون فلين على موقع كينوبويسك (الروسية)